# Johann Nepomuk Peyerl
Johann Nepomuk Peyerl (también escrito Peyrl o Peyri, y en su forma latinizada Peierl) fue un actor, violinista y barítono alemán, nacido en Altdorf (Nuremberg,Baviera) el 9 de diciembre de 1761 y fallecido en Múnich el 21 de agosto de 1800.
Hijo del administrador del conde de Tattenbach, hizo los estudios de filosofía en el Seminario de Múnich, donde también aprendió el violín y el canto. Su familia pensaba dedicarlo a la carrera eclesiástica, pero llevado por su afición al teatro, abandonó los estudios teológicos y se dedicó por entero al canto.
Su hermosa voz y su inteligencia lo hicieron alcanzar grandes triunfos en las principales ciudades alemanas. Murió a consecuencia del tifus cuando estaba en la plenitud de su talento.
Se le consideraba como uno de los mejores intérpretes de Mozart.
Su hija Antonia Peierl (1789-1851) también llegó a ser una famosa soprano. 
Perteneció al círculo de amistades de Mozart, quien a menudo se burlaba del cantante por su fuerte acento alemán cuando cantaba textos latinos. Mozart le dedicó dos obras satíricas: El canon O du eselhafter Peierl en fa mayor, KV 560a/559a, y el canon a tres voces Difficile lectu en fa mayor, KV 559, escrito en “falso latín” por Mozart durante los años 1786-1787. 